# Weimarer Kreis (Weimarer Republik)
Der Weimarer Kreis war eine im April 1926 gegründete Gruppierung von Hochschullehrern, die sich politisch für die Staatsform der Weimarer Republik engagierten und weitere Hochschullehrer für ihre Arbeit gewinnen wollten. Das erste Treffen fand am 23. und 24. April 1926 in Weimar statt. 

## Gründung
Acht Professoren der Friedrich-Wilhelms-Universität in Berlin unterzeichneten das Einladungsschreiben zur ersten Tagung: die Historiker Hans Delbrück, Gustav Mayer, Friedrich Meinecke und Karl Stählin, der Theologe Adolf von Harnack, der Jurist Wilhelm Kahl, der Chemiker und Physiker Walther Nernst und der Kunsthistoriker Werner Weisbach. In dem Schreiben gaben sie ihr Ziel bekannt, „alle Elemente der Hochschullehrerschaft, die sich zur neuen Reichsverfassung bekennen, zusammenzufassen“. Sie sahen ernste Gefahren für „unser nationales, politisches, soziales und akademisches Leben“. Eine organisierte Gemeinschaftsarbeit verfassungstreuer Hochschullehrer sei deshalb erforderlich. Sie schrieben: „Allzu stark haben sich die Stimmungen des Misstrauens und der inneren Abneigung gegen die Neuordnung unseres Staatslebens in den Kreisen der Hochschullehrer festgesetzt“; dies drohe den Geist der akademischen Jugend „in ungesunde, ja verderbliche Bahnen“ zu leiten. Um eine „Wiedererhebung und Befreiung des deutschen Volkes von den ihm angelegten Fesseln“ zu erreichen, müsse „die Nation wieder um den Staat gesammelt werden“ und die künftige politische Entwicklung „streng verfassungsmäßig“ sein. Dieses Ziel sei „über alle Gegensätze der sozialen Klassen und Bekenntnisse hinweg“ zu verfolgen. Die Initiatoren versandten das Einladungsschreiben an „etwa 50–60 ältere und jüngere Kollegen, deren Übereinstimmung mit unseren Grundgedanken wir vermuten“.
Bei der „Weimarer Tagung verfassungstreuer Hochschullehrer“ am 23. und 24. April 1926 (Freitag und Samstag) wurden Referate gehalten, über die die Teilnehmer diskutierten. Am 24. April unterzeichneten 64 Anwesende eine Entschließung, in der die Fortsetzung der Arbeit angekündigt wurde. In dem kurzen Text wurde eine Einladung an alle gleichgesinnten Kollegen ausgesprochen, „auf dem Boden der bestehenden demokratisch-republikanischen Staatsordnung positiv mitzuarbeiten am Ausbau unseres Verfassungslebens und an der Erziehung der heranwachsenden Generation zu staatsbürgerlichem Denken“.

## Weitere Aktivität
Man traf sich danach über mehrere Jahre an unterschiedlichen Orten. Friedrich Meinecke wurde zu einem Wortführer. Das letzte Treffen fand im Jahr 1932 statt.
Der Weimarer Kreis konnte keine wesentliche Wirkung entfalten. Die junge Weimarer Republik wurde von Professoren und Studenten mehrheitlich abgelehnt. Nur etwa jeder zehnte Hochschullehrer stimmte ideologisch mit dem „Weimarer Kreis“ überein.